# جائزة التشيك الكبرى للدراجات النارية

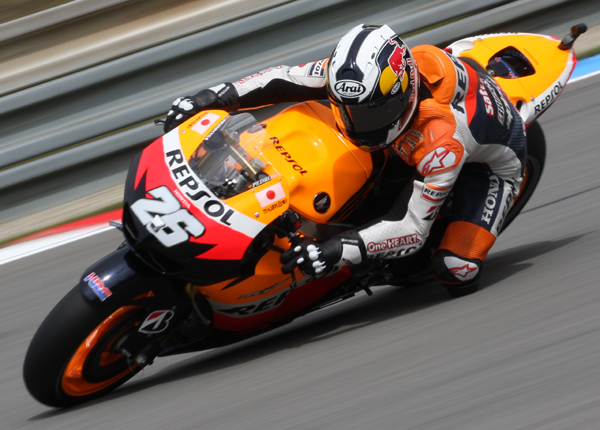

جائزة التشيك الكبرى للدراجات النارية هي حدث سباق للدراجات النارية ضمن سباق الجائزة الكبرى للدراجات النارية. انطلقت الجائزة في سنة 1947 وقتها فاز البريطاني فيرغوس أندرسون بكل من فئة 250 سي سي 350 سي سي وفاز البريطاني تيد فروست بفئة 500 سي سي. وتقام حاليا في حلبة برنو.